# Тиута
Тиута — фракийский династ первой половины I века до н. э. 
Фракийский династ Тиута известен из текста датируемых началом 80-х годов до н. э. писем Суллы и наместника Македонии Долабеллы. В этих документах сообщается о декрете римского Сената для магистратов острова Тасос. Речь идёт о возврате земель, ранее захваченными фракийскими правителями Тиутой, Абруполисом и Реметалком — по замечанию П. Петкова, вероятно, во время Первой Митридатовой войны. Некоторые исследователи считают, что эти династы выступали в качестве сторонников понтийского царя Митридата VI. Однако, по мнению М. Тачевой, они были сапеями, которые во время Третьей Македонской войны являлись союзниками римлян. П. Петков же отметил, что речь может идти и о дентелетах.
Исследования
- М. Тачева История на българските земи в древността. — София, 1997. С. 77.
- Абруполис // Енциклопедия Древна Тракия и Траките (болг.)
- Петков П. Военно-политически отношения на тракийските владетели в европейския Югоизток между 230/229 г. пр. Хр. — 45/46 г. сл. Хр. — Фабер, 2011. ISBN 978-954-400-585-6. С. 120-121.